# تارابوتو
تارابوتو (بالإنجليزية: Tarapoto)‏ هي مدينة، تتبع مقاطعة سان مارتين، هي عاصمة مديرية تارابوتو، ومقاطعة سان مارتين، بلغ عدد سكانها 118,000 نسمة.

## المناخ
يظهر الجدول التالي التغييرات المناخية على مدار السنة لتارابوتو:
| البيانات المناخية لـتارابوتو                    | البيانات المناخية لـتارابوتو | البيانات المناخية لـتارابوتو | البيانات المناخية لـتارابوتو | البيانات المناخية لـتارابوتو | البيانات المناخية لـتارابوتو | البيانات المناخية لـتارابوتو | البيانات المناخية لـتارابوتو | البيانات المناخية لـتارابوتو | البيانات المناخية لـتارابوتو | البيانات المناخية لـتارابوتو | البيانات المناخية لـتارابوتو | البيانات المناخية لـتارابوتو | البيانات المناخية لـتارابوتو |
| الشهر                                           | يناير                        | فبراير                       | مارس                         | أبريل                        | مايو                         | يونيو                        | يوليو                        | أغسطس                        | سبتمبر                       | أكتوبر                       | نوفمبر                       | ديسمبر                       | المعدل السنوي                |
| ----------------------------------------------- | ---------------------------- | ---------------------------- | ---------------------------- | ---------------------------- | ---------------------------- | ---------------------------- | ---------------------------- | ---------------------------- | ---------------------------- | ---------------------------- | ---------------------------- | ---------------------------- | ---------------------------- |
| الدرجة القصوى °م (°ف)                           | 38.6 (101.5)                 | 40.0 (104.0)                 | 38.8 (101.8)                 | 38.0 (100.4)                 | 38.0 (100.4)                 | 36.0 (96.8)                  | 36.0 (96.8)                  | 37.8 (100.0)                 | 39.0 (102.2)                 | 38.5 (101.3)                 | 38.3 (100.9)                 | 38.0 (100.4)                 | 40.0 (104.0)                 |
| متوسط درجة الحرارة الكبرى °م (°ف)               | 32.9 (91.2)                  | 32.5 (90.5)                  | 32.0 (89.6)                  | 31.8 (89.2)                  | 31.8 (89.2)                  | 31.6 (88.9)                  | 31.6 (88.9)                  | 32.9 (91.2)                  | 32.6 (90.7)                  | 32.7 (90.9)                  | 32.9 (91.2)                  | 33.1 (91.6)                  | 32.4 (90.3)                  |
| متوسط درجة الحرارة الصغرى °م (°ف)               | 20.0 (68.0)                  | 19.8 (67.6)                  | 19.9 (67.8)                  | 19.8 (67.6)                  | 19.3 (66.7)                  | 18.5 (65.3)                  | 17.9 (64.2)                  | 18.3 (64.9)                  | 19.1 (66.4)                  | 19.4 (66.9)                  | 19.6 (67.3)                  | 20.0 (68.0)                  | 19.3 (66.7)                  |
| أدنى درجة حرارة °م (°ف)                         | 15.0 (59.0)                  | 15.6 (60.1)                  | 17.2 (63.0)                  | 15.0 (59.0)                  | 12.0 (53.6)                  | 10.3 (50.5)                  | 12.0 (53.6)                  | 12.2 (54.0)                  | 15.0 (59.0)                  | 13.9 (57.0)                  | 13.9 (57.0)                  | 15.0 (59.0)                  | 10.3 (50.5)                  |
| الهطول مم (إنش)                                 | 97.7 (3.85)                  | 119.5 (4.70)                 | 137.0 (5.39)                 | 135.3 (5.33)                 | 100.9 (3.97)                 | 68.8 (2.71)                  | 58.8 (2.31)                  | 64.5 (2.54)                  | 78.8 (3.10)                  | 117.8 (4.64)                 | 96.2 (3.79)                  | 86.8 (3.42)                  | 1٬162٫1 (45.75)              |
| المصدر #1: NOAA                                 |                              |                              |                              |                              |                              |                              |                              |                              |                              |                              |                              |                              |                              |
| المصدر #2: Meteo Climat (record highs and lows) |                              |                              |                              |                              |                              |                              |                              |                              |                              |                              |                              |                              |                              |

## مدن توأم
المدن التوأم:
- إكيتوس
- بوكالبا
- ماناوس
- ميديلين
- غويانيا
- بيليم.

## أعلام
- ميغيل تراوكو